# 최창윤
최창윤(崔昌潤, 1939년 9월 7일~1996년 3월 30일)은 대한민국의 군인, 정치인이다. 본관은 해주. 평안북도 선천군 출생. 종교는 개신교이다.

## 생애
1958년에 서울고등학교를 졸업하고, 1962년에 육군사관학교를 졸업한 뒤 1968년에 서울대학교 대학원에서 석사 학위를 취득하였다. 그 후 1969년 3월부터 1969년 6월까지 3개월간 베트남 전쟁에 참전한 이후 미국 유학을 떠났고 1973년에 미국 하와이 대학교에서 정치학 박사 학위를 받았다.
1966년에 육군사관학교 교관, 1970년에 미국 하와이대학 조교수, 1973년 다시 육군사관학교 교수 겸 정치학과장, 1974년에 미국 돈연구소 교수 등을 역임하였다.
1978년에 국방대학원 교수·연구 및 교육활동에 종사하다가, 육군 준장 시절이었던 1980년 대통령비서실 정무제1비서관에 발탁되며 이후 1980년부터 1986년까지 대통령비서실 정무제1비서관에 근무하는 동안 그의 정치적 자질과 능력이 인정되어 비서실 비서관 등림 3년차이던 1983년에 육군 준장으로 예편하면서부터 본격적인 정치활동이 시작되었다.
1986년에 문화공보부 차관에 임용되고, 1988년에는 민주정의당 전국구 제13대 국회의원에 당선되었다. 같은 해 당기획조정실장을 역임하다가, 대통령비서실 정무수석비서관을 지냈다. 1990년에 공보처장관으로 정부대변인이 되었으며, 1992년에는 민주자유당 총재비서실장에 임명되었다. 1993년 대통령직인수위원회 위원과 총무처장관을 맡았다.
1994년 3월에 세종대학교 행정대학원 교수 겸 대학원장, 같은 해 12월에는 국제교류재단 이사장으로 활동하였다.

## 학력
- 서울고등학교 졸업
- 육군사관학교 18기
- 육군보병학교 졸업
- 서울대학교 사학과 학사
- 서울대학교 대학원 정치학 석사
- 미국 하와이 대학교 대학원 정치학 박사

## 경력
- 육사정치학교수
- 국방대학원부교수
- 청와대 정무수석비서관
- 문화공보부차관
- 민정당기획조정실장

## 수상
- 1980년 보국훈장 3·1장 대통령표창
- 1992년 청조근정훈장

## 저서
- ≪진정한 민주주의를 찾아서≫

## 역대 선거 결과
| 실시년도 | 선거  | 대수 | 직책     | 선거구 | 정당       | 득표수      | 득표율         | 순위        | 당락 | 비고 |
| -------- | ----- | ---- | -------- | ------ | ---------- | ----------- | -------------- | ----------- | ---- | ---- |
| 1988년   | 총선  | 13대 | 국회의원 | 전국구 | 민주정의당 | 6,670,494표 | \| \| 34.0% \| | 전국구 19번 |      | 초선 |
|          | 34.0% |      |          |        |            |             |                |             |      |      |